# يان ديفيدسون
يان ديفيدسون (بالإنجليزية: Ian Davidson)‏ (8 سبتمبر 1937 في المملكة المتحدة - ) هو مدرب كرة قدم ولاعب كرة قدم بريطاني في مركز الدفاع. لعب مع بريستون نورث إيند ونادي كيلمارنوك ونادي ميدلزبره ونادي ديربن يونايتد ‏ وOrmiston Primrose F.C. ‏ ودارلينجتون إف سى.